# دوامات الغضب (لبنان 1977)
لوحة دوامات الغضب (لبنان 1977) عبارة عن لوحة ثلاثية الأبعاد رسمها الفنان التشكيلي نبيل قانصوه عام 1977. وتعتبر جزءاً من سلسلة لوحات لبنان التي بدأت عام 1975 كرد فعل على الحرب الأهلية اللبنانية. وقد رُسمت اللوحة ثلاثية الأبعاد بواسطة زيت على قماش مقاس 3 متر×7.60 متر (10×25 قدم). بحيث يحتل المركز مقاس 3×3 متر (10×10 قدم) ولكل جانب 2.75×2.30 متر (9×7.5 قدم).

## وصف اللوحة
تعكس الجوانب الثلاثية للوحة الاستخدام العنيف لفرشاة الأسنان وتقديم مكثف للعلاقات بين اللون والشكل والهيكل في نقل جو ومزاج الموضوع. بحيث تبدو الشخصيات المذعورة والخائفة كمن «انفجرت من القماش لتكشف الحقائق الداخلية للحرب».
يركز مركز اللوحة على شخصية تشبه آلهة بمجموعات متعددة من الأذرع والسيقان معلقة في سلاسل وأسلاك شائكة. وتهيمن الخطوط السوداء السميكة على أعمال قانصوه، كما أن وجود السلاسل والأسلاك الشائكة أمر شائع في أعماله أيضاً. يمزق الشياطين الذين يظهرون كجوعى ومتعطشين للدماء شخصية الآلهة. هذه الشخصيات الشريرة تبدو كالزومبي، لكنها لا تشبه صورة الزومبي في فيلم روسو وروميرو «ليلة الموتى الأحياء» عام 1990، حيث تجبر قوة جنونية الجثث على التغذي مثل الدمى المخبولة. وبدلاً من ذلك، فإن شخصيات الزومبي هنا تظهر خبث ودقة بالغة في تعذيبهم لشخصية الآلهة. يرى بعض نقاد الفن أن المرأة المصورة «تجسد تمزيق قوى الإرهاب للبنان من كافة الإتجاهات». والتي انقلبت رأساً على عقب وأحاطتها فوضى مشوشة ممثلة في الشخصيات المذعورة والأذرع والسلاسل وأشباح الموت الذين امتد دمارهم إلى كامل مساحة اللوحة. وفي الجزء السفلي من مركز اللوحة، يطوق الشكل ذو الذراعين الطويلتين المشهد بأكمله، كما لو كان يحتضن جميع اللاعبين في الضوء.
تُصوِّر اللوحة اليسرى هيكلين عظميين بأشواك طويلة مصنوعة من خطوط سوداء كثيفة غزيرة تأطر ذلك الجانب. بينما يضحكان بسخرية. في حين يخدم رأس الرضيع الذي ينتحب حزيناً، كخلفية، مذكرنا باستمرار بخسارة شباب لبنان. وتطوف شخصية شيطانية تذكرنا بالقديس ميخائيل رئيس الملائكة تطفو فوق ضحية وتطعنها بالرماح الطويلة. تواجه الضحية ذات اللون الأصفر، الهزيلة، مهاجمها ممسكة بسلاح مماثل. وأسفل الخاسر المستهجن للمعركة يقبع طفل، يبكي ويحجب نفسه عن الرؤية. وفي مغزى آخر من المشهد، نرى أخاً يقاتل أخيه. ومن الممكن أن يكونا توأمان. لكن صورة الكنيسة المسيحية تشير على الأرجح إلى مذبحة صبرا وشاتيلا.
يمكن تحليل مفهوم المحاكاة الساخرة ضد العائلات الذين هدمت منازلهم (وتجربة قانصوه فهمت مباشرة) في اللوحة اليمنى. حيث يتبدد الأمل في المستقبل في بلد مزقته الحرب في شكل شخصية مركزية تعلق رضيعاً وطفلاً فوق دائرة شعائرية من اللهب والأجسام الراقصة. يخدم الضحايا ككبشي فداء لأسباب كل طرف من أطراف الحرب وذلك عندما نرى شيطاناً يأكل المزيد من الأطفال في أسفل الزاوية اليسرى. هناك شكل لأم منتحبة تترأس مشهد القلق. على الجانب الآخر من شخصية الأم، يصور قانصو غابة في شكل غير مألوف، باستخدام اللون الأخضر. نادراً ما استخدم الفنان اللون الأخضر الذي يجعل من منطقة قطع الأخشاب أهمية كبيرة. فهو يشير إلى التأثير المقلق الذي أحدثته الحرائق والقنابل على البيئة المرهفة في لبنان.

## وصلات خارجية
- Lebanon series
- Articles on nabilkanso.org